# Giacomo Cozzarelli

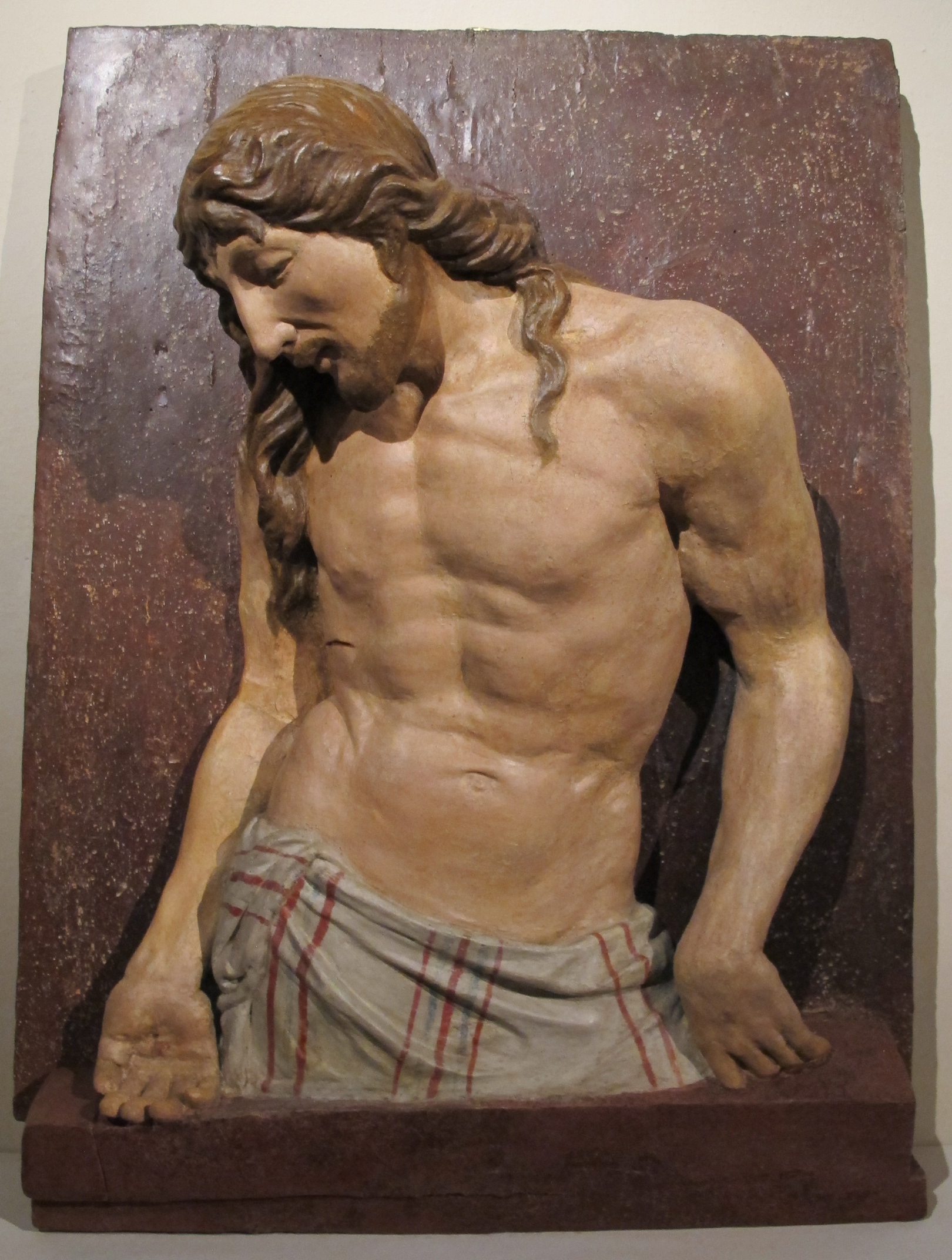
Cristo in pietà, Pinacoteca Nazionale, Siena

Giacomo Cozzarelli (Siena, 20 november 1453 – aldaar, 25 maart 1515) ook Iacopo Cozzarelli  genoemd, was een Italiaanse kunstschilder, beeldhouwer en architect. Het was vooral via zijn beeldhouwwerk dat hij beroemd werd, zoals al geschreven werd door zijn tijdgenoot Sigismondo Tizio.

## Biografische elementen
Giacomo kwam uit een kunstenaarsfamilie, hij was de zoon van Bartolomeo di Marco en een neef van de schilder Guidoccio Cozzarelli, zijn broer Battista was goudsmid.

## Werken
Het beeld van Nicolaas van Tolentino in de Sant’Agostino in Siena, dat hij maakte in 1468, negeerde door zijn antieke onbeweeglijkheid en zijn ruwe plasticiteit de werken van tijdgenoten zoals Vecchietta,  Neroccio en Francesco di Giorgio Martini. Met die laatste werd Giacomo later steeds geassocieerd hetzij als leerling hetzij als vriend, hij maakte trouwens een portret van hem
De eerste werken die we kennen uit documenten waren kleine opdrachten uit de periode 1473-1474, van het Ospedale Santa Maria della Scala voor het beschilderen van meubelkisten en processieschrijnen. Daarnaast is er een picturaal werk aan hem toegeschreven, een afbeelding van God de Vader ingevoegd in het midden van de omlijsting rond een paneel met de "Geboorte van Jezus" van Francesco di Giorgio Martini van 12 april 1475. Het werk wordt nu bewaard in de Pinacoteca Nazionale di Siena.

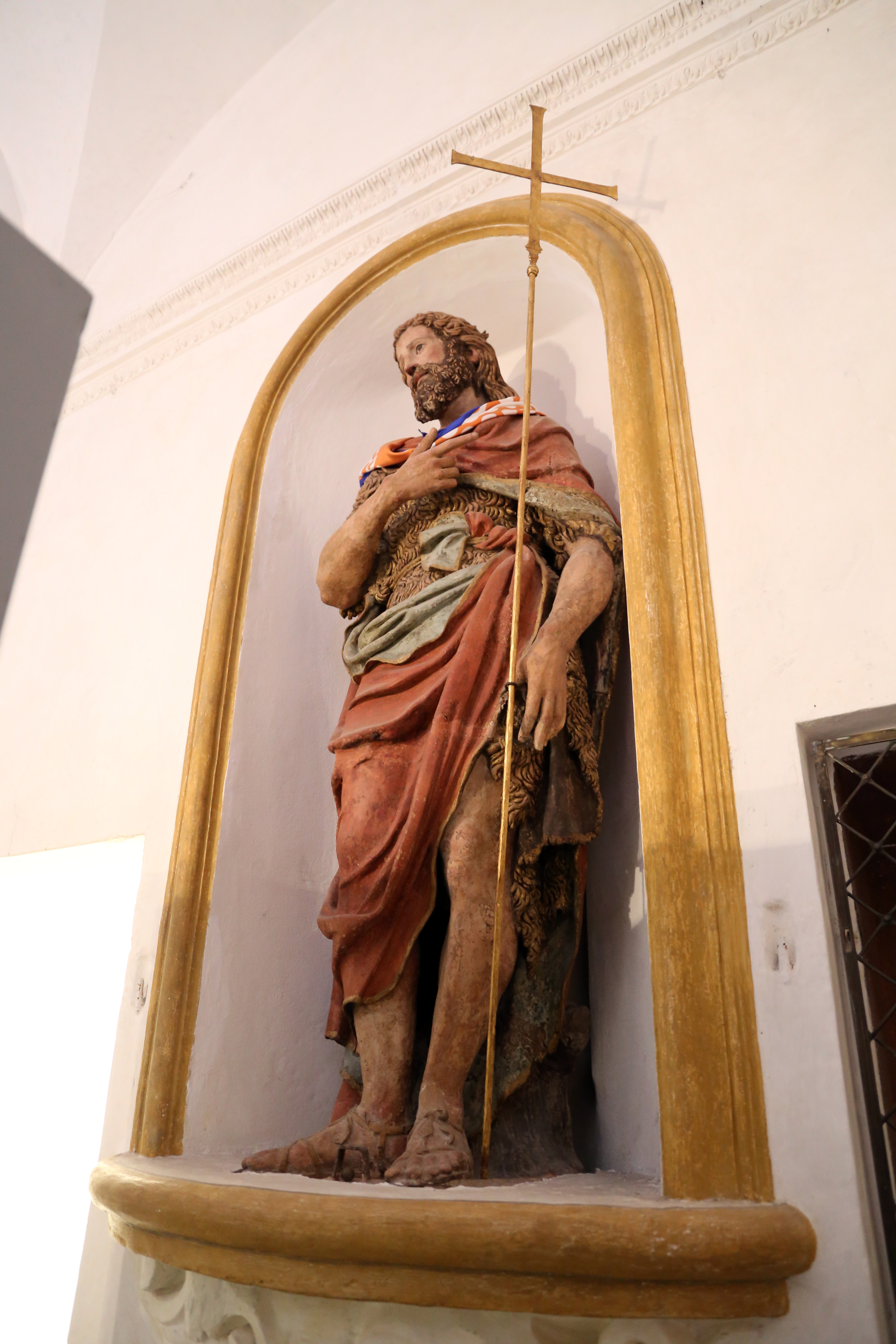
Johannes de Doper in de San Giovannino della Staffa.

In 1477 volgde hij Francesco di Giorgio naar Urbino om er mee te werken aan de decoratie van het hertogelijk paleis van Federico da Montefeltro, dat door Luciano Laurana niet volledig was afgewerkt. Er is geen documentaire informatie over wat hij in Urbino schilderde. Hij bleef er meer dan tien jaar en keerde pas in 1489 naar Siena terug.  Daar maakte hij twee koperen engeltjes voor de Kathedraal van Siena, een houten Madonna voor Villa a Sesta (een deelgemeente van Castelnuovo Berardenga), een beeld van de heilige Catharina voor de San Girolamo in Siena, een beeld van de heilige Margaretha die de draak vertrappeld voor de San Matteo fuori porta Tufi en de heilige Christoffel, nu bewaard in het Louvre met catalogus nummer 1938, nn. 42, 53.

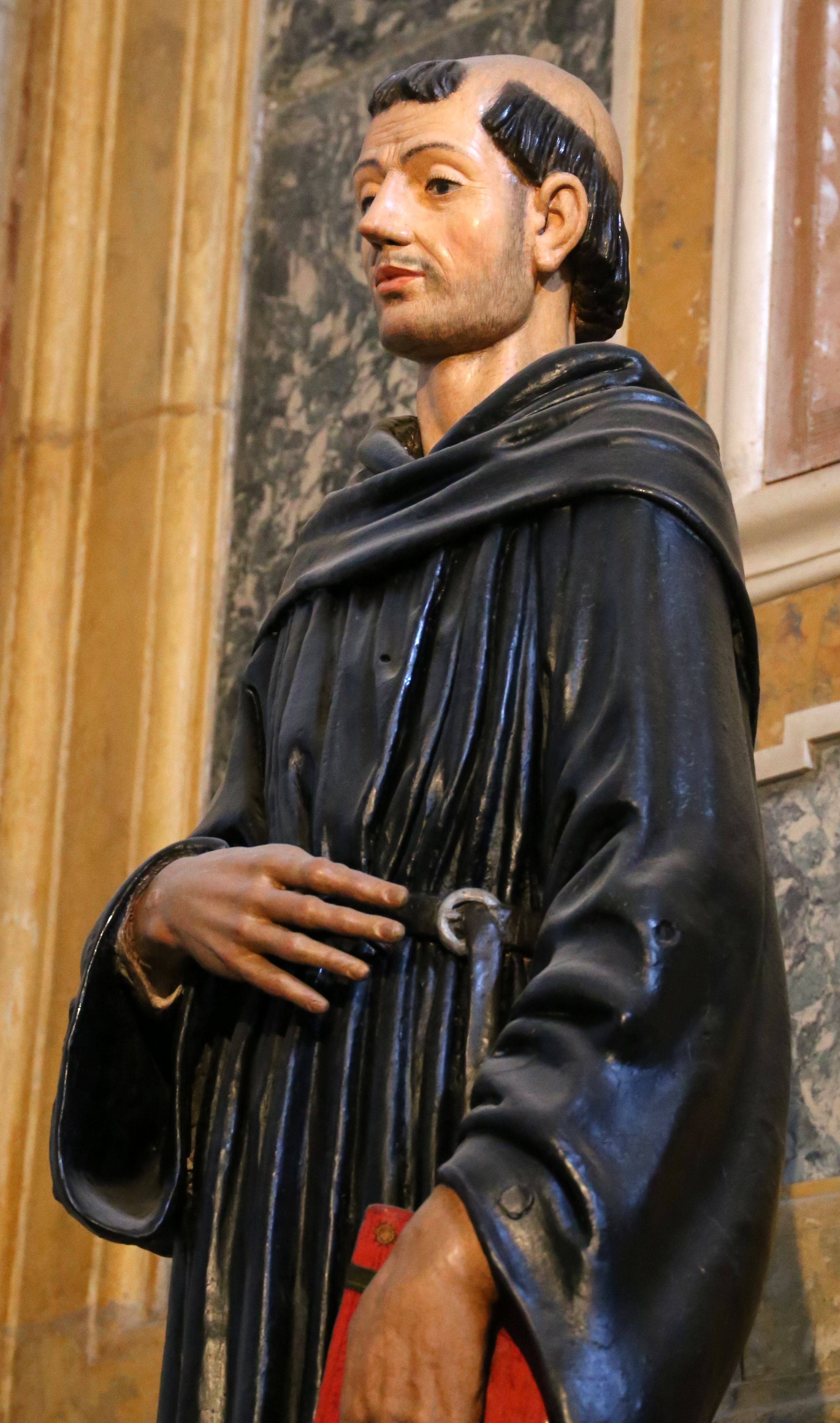
Nicolaas van Tolentino in de Sant’Agostino in Siena.

In 1495 werd Giacomo naar Montepulciano gevraagd door de commissaris van de Sienese Republiek om er de leiding te nemen van de uitbouw van de vestingwerken aan het kasteel. Hij werkte een jaar aan die opdracht en liet onder meer enkele bombardes bouwen, wat hem in de documenten de titel “maestro di bombarde” opleverde. In diezelfde periode werkte hij mee als architect aan de uitbreiding van het klooster en de kerk van San Bernardino all'Osservanza in Siena. Dat klooster was een van de favoriete hermitages van Pandolfo Petrucci. Die liet er in de crypte onder de huidige sacristie, een graf voor zichzelf en zijn familie bouwen door Cozzarelli. Van het rijke graf is er alleen een groep van zes gepolychromeerde terracotta beelden bewaard die de bewening van de dode Christus uitbeelden. Dit werk is het beroemdste en belangrijkste werk van deze kunstenaar. Ook het terracotta beeld van een geknielde evangelist Johannes dat nu bewaard wordt in het Museo dell'Opera del duomo, maakte deel uit van dit graf
In 1500 maakte hij voor het Ospedale Santa Maria della Scala een beeld van Beato Sorore, de schoenmaker op wiens initiatief, volgens de legende, het hospitaal gesticht werd. In 1505 werkte hij mee aan twaalf bronzen beelden, die de apostelen moesten voorstellen, naar een ontwerp van Francesco di Giorgio. Hij werkte de beelden niet af en er is ook niets van bewaard gebleven.
In 1509 voltooide hij het paleis dat hij bouwde voor Pandolfo Petrucci in de buurt van het baptisterium van San Francesco. Het werd door tijdgenoten omschreven als een prachtig paleis, maar in 1512, na de dood van Petrucci, werd het door vandalen vernield. Vandaag is het erg vervallen. Tussen 1507 en 1510 ontwierp hij ook het graf voor Iacopo Todi, de rector van het Ospedale Santa Maria della Scala, die in 1507 overleden was.
Vanaf 1508 kreeg hij een stipendium van Siena van 8 florijnen per maand. Uit die periode dateren ook de houten beelden van de heilige Catharina en de heilige Vincenzo Ferreri, die hij maakte voor de Santo Spirito.
Giacomo Cozzarelli stierf op 25 maart 1515 in Siena.

## Stijlkenmerken
Giacomo werkte in een naturalistische stijl, een alternatief voor het renaissance formalisme van zijn tijd. Zijn composities en zijn modellering waren geïnspireerd op Giorgio Martini, op de werken van de jonge Michelangelo en door Vincenzo Rustici. Hij gebruikte meestal heel gewone materialen en zijn figuren waren zeer expressief met abrupte bewegingen.